# Lюk
«Lюk» — украинский музыкальный коллектив, образованный весной 1999 года в городе Харькове. Группа исполняет музыку в стилях эйсид-джаз, лаундж и рок на русском, украинском, французском и итальянском языках. Сами участники затрудняются определить стиль своей музыки: «Каждый раз решаем, что вот этот альбом нужно сделать целостный, но в итоге <…> получается у нас винегрет, и как это называется мы не в курсе».

## История
Группа была сформирована весной 1999 года. Её название предложил музыкантам их общий знакомый в тот момент, когда они отчаялись придумать собственное. Позже выяснилось, что это была кличка щенка ирландского сеттера. По словам участников коллектива, «это название лично для нас ничего не означает, просто удачное буквосочетание, хотя у некоторых есть свои собственные ассоциации». В том же году был представлен первый альбом «Пружина». В 2000 году харьковчане выпускают второй альбом, названный просто «Lюk», и проходят первый отборочный тур фестиваля «Червона рута», заняв первое место в категории «Альтернативная музыка». В 2001 году был записан сингл «Lюk + Ойра» совместно с фолк-трио «Ойра». Обе пластинки, записанные с вокалисткой Элизабет Аллай, которую вскоре заменила Ольга Герасимова из «Ойры», не были включены в официальную дискографию группы, а их материал вошёл в последующие релизы.
В конце 2001 года «Lюk» создаёт музыкальное сопровождение к спектаклю Merry Christmas, Jesus Christ харьковского театра-студии «Арабески» с вокалистом львовской группы «Мертвий Півень» Михайло Барбарой в главной роли. Тексты песен и либретто мюзикла были написаны известным украинским поэтом Сергеем Жаданом, с которым участники группы познакомились на одном из фестивалей, проходивших в родном городе. Большая часть саундтрека состояла из ранее написанного материала, остальную — сочинили специально. Каждая композиция была посвящена определённой сцене действия. Помимо создания музыки, коллектив также исполнял её во время спектаклей, прошедших в драматических театрах Львова, Харькова, Киева. В то же время «Lюk» записывает новый альбом на основе данного саундтрека. В январе 2002 года он был представлен публике в живом исполнении. Однако издание диска затягивалось из-за недоверия украинских звукозаписывающих компаний, а также вследствие того что группа была занята подготовкой радиоверсий двух песен: «Кати» — для московских радиостанций и «TV» — для украинских.

Одним из факторов, ускоривших выпуск альбома, стало сотрудничество с российским рекорд-лейблом «Снегири Рекордз» и, в частности, симпатия к музыке «Lюk» его руководителя Олега Нестерова. Участники группы послали ему демозаписи, но забыли указать свои контакты и координаты. Отобрав две их песни — «Катю» и инструментальную композицию «Планетарий» — для очередного выпуска сборника «Лёгкое лето», Нестеров был вынужден сам «разыскивать музыкантов», так как, по его словам: 
Более жизнерадостной музыки я не слышал давно. Я чуть было не включил четыре трека в пластинку…Олег Нестеров
 Наконец после заключения контракта с компанией Partija Records в 2003 году альбом Tourist Zone появился в продаже. Три года спустя вышло ремастерированное переиздание с одним новым треком («Білі Ведмеді») и клипом, снятым участниками коллектива.
В работе над следующим альбомом Lemon (2004), записанным, как и предыдущий, на харьковской студии «Март», приняли участие 14 музыкантов, в том числе участник группы 5’Nizza Андрей Запорожец. Он стал первой многоязычной пластинкой коллектива; эту особенность своего творчества они объясняют различной сочетаемостью их музыки с определёнными языками. Диск, разошедшийся в России и на Украине тиражом около 30 000 экземпляров, сделал «Lюk» популярнее.
В 2005 году был выпущен альбом Sex и снят клип на одну из его песен — «Сахалин», который ротировалась на каналах «М1», «Enter» (Украина), «A-One», «O2», «MTV-Екатеринбург», «СТО (Санкт-Петербург)» (Россия) и других.
То, что большую часть своих презентаций и концертов «Lюk» даёт в России, участники объясняли прохладным отношением к их музыке на Украине: «У тех людей в Украине, которые являются владельцами радиостанций, лейблов, и клубов, менталитет младшего брата. …Здесь очень много стереотипов. …Да и вообще, украинская группа это либо то, что похоже на Океанов, либо на ВВ, мы идём по протоптанным дорожкам» (из интервью 2006 года).
В 2009 году после 4-летнего перерыва с момента выпуска альбома «Sex» группа представила четвёртую студийную пластинку «Мамина юность». Музыканты заявили, что на новом альбоме будет больше рок-музыки. Среди участников записи — вокалист группы «…и Друг Мой Грузовик» Антон Слепаков, который был соавтором текста и исполнил «мужскую» партию в песне «Митхун Чакраборти». Запись, сведение и мастеринг проходили на киевской студии «211» под руководством продюсера Виталия Телезина. Турне в поддержку нового альбома «Lюk» включало Украину, Россию, Белоруссию, Прибалтику и Грузию.
3 мая 2009 года «люковцы» возглавили чарт перспективных исполнителей на Last.fm; за неделю популярность группы выросла на 547 %.
12 марта 2011 года группа «Lюk» объявила о своём распаде, причиной которого, по словам участников, было то, что «члены группы по-разному представляют себе дальнейшую деятельность группы».
Осенью этого же года стало известно, что часть состава группы (Ольга Герасимова, Валентин Панюта, Игорь Фадеев) организуют новый проект Маlюk, который будет исполнять unplugged-интерпретации лучших «люковских» треков, а также абсолютно новый материал. В то же время бывший клавишник группы создал проект под названием 99Injections, играющий музыку в стилях нью-рейв и электро-панк.
Выступление в московском клубе «16 тонн» 10 декабря 2011 года был объявлен «последним концертом в истории группы».

## Состав
- Ольга Герасимова (Малая) — вокал
- Олег Сердюк (Younnat) — клавишные, electro-перкуссия, программирование
- Сергей Бельмас (Дед Мороз) — бас-гитара
- Валентин Панюта (uta) — гитара
- Александр Кратинов (Крот) — ударные

## Дискография
- 2001: Lюk + Ойра (сингл) — совместный проект с фолк-трио «Ойра»

Студийные альбомы
- 2003: Tourist Zone
- 2004: Lemon
- 2005: Sex
- 2009: Мамина юность

## Видеография
- Сахалин
- La port
- Спрага
- Электрочеловек (реж. Фил Ли, 2008)
- Зима (2010)
- Митхун Чакраборти (2011)